# Sevara Nazarkhan
Sevara Nazarkhan is een Oezbeeks zangeres, musicus en songwriter. In haar muziek combineert ze folk uit Oezbekistan en andere Centraal-Aziatische landen langs de Zijderoute met pop en elektronische invloeden.

## Biografie
Sevara Nazarkhan groeide op met muziek. Haar vader was een klassiek zanger en leidde in Tasjkent de muziekafdeling van de plaatselijke radio. Haar moeder gaf les in traditionele snaarinstrumenten en was directeur van een muziekschool. 
Nazarkhan studeerde van 1998 tot 2003 Oezbeekse volksmuziek aan het Staatsconservatorium in Tasjkent. Ze bekwaamde zich in het spelen van de doutar, een vijftiende-eeuwse tweesnarige luit. Ze trad op met diverse groepen en haar muziek was te horen op lokale radiozenders en illegale mixtapes.
Nazarkhan was al een bekend popartiest in Oezbekistan toen ze in 2003 debuteerde op Peter Gabriel´s platenlabel Real World Records. Het album Yol Bolsin was haar eerste album voor een westers publiek. Muziekproducent Hector Zazou creëerde op dit album een sfeervol geluid door de traditionele klanken van dutar, oud en saz te combineren met de elektronische klanken van synthesizer, bas en beats. De meeste liedjes op dit album waren traditionele Oezbeekse volksliedjes. Daarnaast bevatte het album ook enkele songs uit de klassieke maqam-traditie. Nazarkhan won met dit album een BBC Radio 3 Award for World Music.
Nazarkhan stond daarna in het voorprogramma tijdens Peter Gabriel´s Growing Up tour en trad tijdens deze toer ook op in Ahoy. Ze gaf optredens op internationale festivals zoals WOMAD (Verenigd Koninkrijk) en het Amsterdam Roots Festival en in het tv-programma Later with Jools Holland.
In 2004 werkte Nazarkhan mee aan het verzamelalbum Lullabies from the Axis of Evil, naast onder andere Lila Downs, Eddi Reader, Nina Hagen, Mahsa Vahdat en Rim Banna.
In 2007 bracht Nazarkhan haar volgende album Sen uit. Dit album bereikte de hoogste positie van de World Music Charts Europe. Ook op dit album combineerde Nazarkhan traditionele Oezbeekse muziek met pop en elektronische invloeden. Ze werkte hiervoor eerst samen met de Russische producent Victor Sologub in Tashkent, en daarna met producent Bruno Ellingham in de Real World Studios in Engeland.
Op haar album Tortadur (2011) liet Nazarkhan de elektronische invloeden los. In plaats daarvan koos ze voor een ingetogen, sober en intiem geluid met traditionele instrumenten als doutar, tanbur, doira, nai en qanun, gespeeld door ervaren muzikanten. Nazarkhan greep op dit album terug op eeuwenoude Oezbeekse klassieke en traditionele muziek en oude sufi-poëzie.

## Prijzen en nominaties
- BBC Radio 3 Award for World Music in de categorie Asia/Pacific (2004)[4]
- Nominatie voor BBC Radio 3 Award for World Music in de categorie Newcomer (2004)
- Nominatie voor BBC Radio 3 Award for World Music in de categorie Audience Award (2004)
- Nominatie voor BBC Radio 3 Award for World Music in de categorie Asia/Pacific (2005)[18]

## Discografie (selectie)
- Yol bolsin (Where are you Headed?) (2003)
- Sen (You) (2007)
- Tortadur (It Attracts) (2011)
- Maria Magdalena (2012)
- Pisma (2013)